# Jabit III
Jabit III var ett bombflygplan av typen Boeing B-29 Superfortress ägt av US Army Air Force. Jabit III var delaktig som väderflygplan vid atombombningen av Hiroshima den 6 augusti 1945. Besättningen på planet hade till uppgift att avgöra om väderförhållande var optimala för en attack på Kokura som var det sekundära målet efter Hiroshima.

## Historia
Jabit III tillverkades av Glenn L Martin Company i dess fabrik i Omaha, Nebraska och levererades till amerikanska arméflygvapnet den 3 april 1945. Samma månad tilldelades den till kapten John A. Wilsons Crew B-6 i 509th Composite Group och flögs till Wendover Air Force Base i Utah. 5 juni åkte besättning med planet till flygfältet North Field på Tinian där de landade sex dagar senare.
Jabit III var involverad i två testflygningar, tio övningsuppdrag samt fyra stridsuppdrag där den släppte pumpabomber mot Taira, Ube, Uwajima respektive Osaka. Men det mest betydelsefulla uppdraget var när den tillsammans med fem andra B-29 deltog i atombombningen av Hiroshima den 6 augusti 1945. Jabit III åkte en timme innan Enola Gay som bar på Fat Man för att rekognosera över japanska staden Kokura. Skulle förhållandena varit sådana att bomben inte kunde släppas över Hiroshima var Kokura på tur. Den 9 augusti flögs Jabit III tillbaka till Tinian för att hämta komponenter till en tredje atombomb. Men den japanska kapitulationen den 15 augusti gjorde det inte längre nödvändigt och planet med besättning stannade kvar på ön.
Först efter krigets slut fick Jabit III sitt namn och emblem. Namnet kom ifrån att det var kapten Wilsons tredje plan som han varit pilot ombord. Den 29 september utsattes planet för en landningsolycka i Chicago under en övningsflygning. Jabit III skrotades sedermera i april 1946.

## Besättning
Besättningen i Crew B-6 som var med i Hiroshima-uppdraget var följande:
- Kapten John A. Wilson, befälhavare.
- Fänrik Ellsworth T. Carrington, andrepilot.
- Fänrik James S. Duva, navigatör.
- Fänrik Paul W. Gruning, bombfällare.
- Förvaltare James W. Davis, färdmekaniker.
- 1. sergeant Glen H. Floweree, radiooperatör.
- Sergeant Vernon J. Rowley, radiooperatör.
- Korpral Chester A. Rogalski, akterskytt.
- Korpral Donald L. Rowe, andremekaniker/avläsare.

### Markpersonal
Utöver besättningen fanns även markpersonal i Crew B-6 bestående av följande:
- Sergeant Charles J. Baker.
- Sergeant Pasquale Lazzarino.
- Korpral William F. Jellick.
- Korpral George I. Schreffer.
- Menig 1kl Kenneth L. Baxter.